# Sistema nervioso
El sistema nervioso es un conjunto de células especializadas en la conducción de señales eléctricas, está formado por neuronas y células gliales. Las neuronas reciben, procesan y transmiten la información que de esta forma puede viajar de un lugar a otro del organismo. La mayor parte de los animales pluricelulares tienen sistemas nerviosos con funciones básicas similares, aunque con un grado de complejidad muy variable. Únicamente carecen de él los animales que no tienen tejidos y órganos bien diferenciados, como los poríferos (esponjas), placozoos y mesozoos.
El sistema nervioso capta estímulos del entorno (estímulos externos), o señales del mismo organismo (estímulos internos), procesa la información y genera respuestas diferentes según la situación. A modo de ejemplo podemos considerar un animal que a través de las células sensibles a la luz de la retina capta la proximidad de otro ser vivo. Esta información es transmitida mediante el nervio óptico al cerebro que la procesa y emite una señal nerviosa que a través de los nervios motores provoca la contracción de ciertos músculos con el objetivo de desplazarse en dirección contraria al peligro.

## Divisiones del sistema nervioso

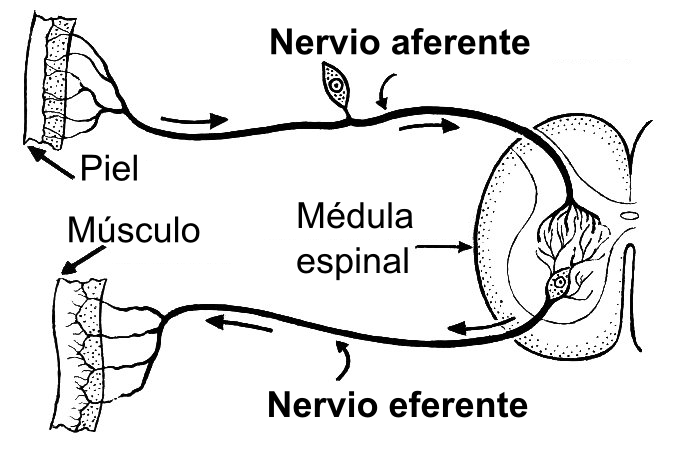
Diagrama explicativo del recorrido aferente y eferente.

- Para su estudio desde el punto de vista anatómico el sistema nervioso se ha dividido en central y periférico. El sistema nervioso central corresponde al encéfalo y la médula espinal, mientras que el sistema nervioso periférico comprende el conjunto de nervios que conectan el sistema nervioso central con el resto del organismo. Dentro del sistema nervioso periférico se diferencia un sistema nervioso sensitivo o aferente, encargado de incorporar la información desde los receptores, y un sistema motor o eferente, que lleva la información de salida hacia los efectores.[2]
- Desde el punto de vista funcional se distingue entre somático y autónomo. El sistema nervioso somático está formado por el conjunto de neuronas que hacen posible las acciones voluntarias, mientras que el sistema nervioso autónomo o vegetativo es el encargado de realizar funciones que son controladas de forma involuntaria, dentro de este último se incluyen el sistema nervioso simpático, el parasimpático y el sistema nervioso entérico que se encuentra únicamente en la pared del tubo digestivo.[2]

## Arco reflejo

Arco reflejo

Se llama reflejo al proceso por el cual se produce una respuesta involuntaria, fácilmente predecible, frente a un estímulo determinado. La estructura neuronal que da soporte a un reflejo se llama arco reflejo. En el arco reflejo se establecen cinco componentes: el receptor, la vía aferente encargada de incorporar la información desde los receptores, el centro reflejo de integración, la  vía eferente que lleva la información de salida y el órgano efector que puede ser un músculo en los reflejos motores o una glándula en los reflejos secretores. Muchos de los reflejos son movimientos no voluntarios de una parte del cuerpo en respuesta a un estímulo. En los vertebrados los reflejos son producidos en general mediante circuitos nerviosos mediados por neuronas situadas en la médula espinal, sin intervención del encéfalo.

## Células
Las neuronas son las células que constituyen la unidad fundamental básica del sistema nervioso, se encuentran conectadas entre sí de manera compleja y tienen la propiedad de generar, propagar, codificar y conducir señales por medio de gradientes electroquímicos a nivel de membrana axonal y de neurotransmisores a nivel de sinapsis y receptores. Los tejidos de sostén o mantenimiento están formado por las células gliales (neuroglia) y un sistema vascular especializado.

### Neuronas

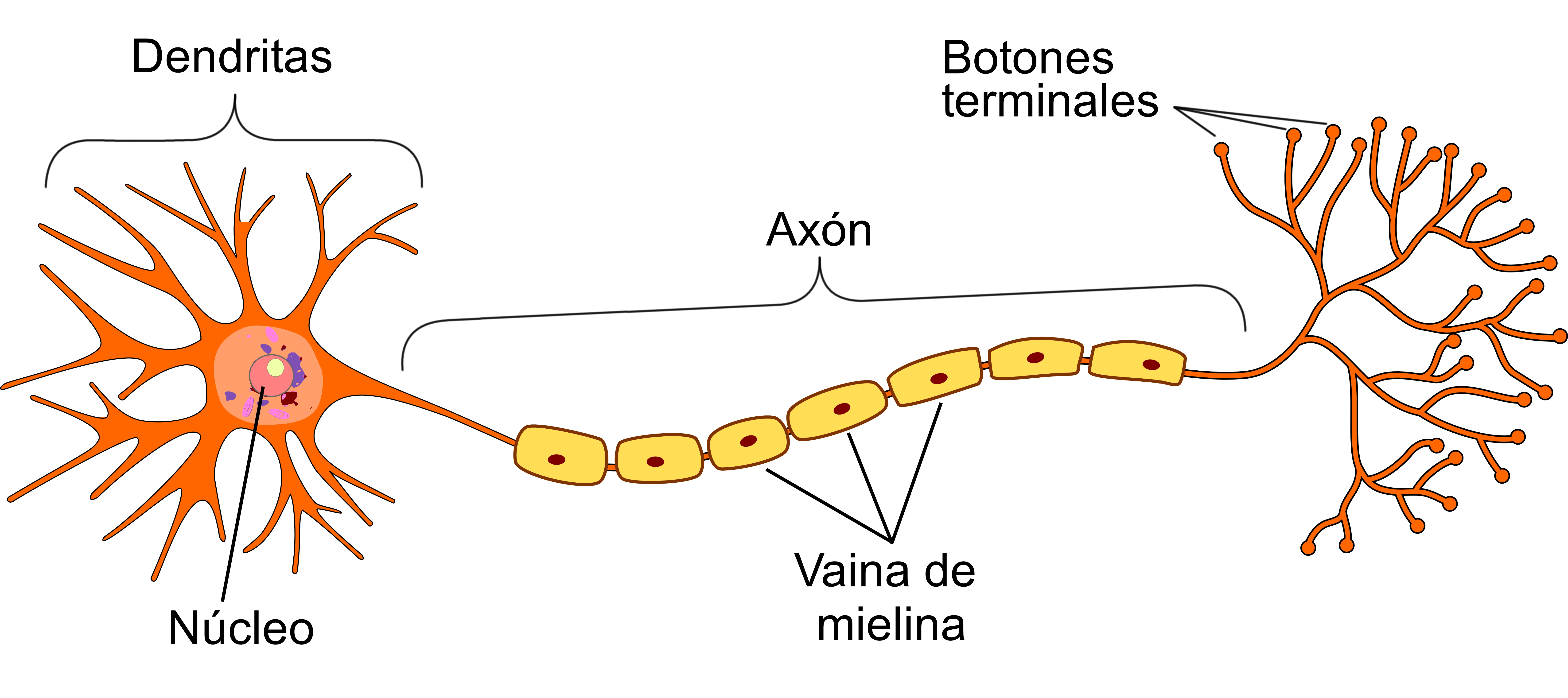
Diagrama básico de una neurona

La neurona al igual que todas las células, dispone de un citoplasma en el que existe un núcleo y diversos orgánulos como las mitocondrias y el aparato de Golgi. Su particularidad está en que del cuerpo celular arrancan diversas prolongaciones ramificadas que se llaman dendritas y otra única que recibe el nombre de axón. Las dendritas reciben la señal nerviosa en dirección al cuerpo celular, mientras que el axón la emite desde el cuerpo celular a otra neurona o una célula muscular. El axón puede dividirse en miles de ramas, cada una de las cuales lleva a la información a una célula diferente. La estructura básica del sistema nervioso está formada por redes de neuronas interconectadas por sus dendritas y axones. La zona de conexión entre dos neuronas recibe el nombre de sinapsis.

#### Clasificación morfológica
Se clasifican en cuatro tipos:

1. Neurona unipolar
2. Neurona bipolar
3. Neurona multipolar
4. Neurona seudounipolar

- Unipolares son células con una sola proyección que parte del soma, son raras en los vertebrados.
- Bipolares, con dos proyecciones que salen del soma, en los humanos se encuentran en el epitelio olfativo y ganglios vestibular y coclear.
- Multipolares son neuronas con múltiples proyecciones dendríticas y una sola proyección axonal, son características de las neuronas motoras.
- Seudounipolares, con una sola proyección pero que se subdivide posteriormente en una rama periférica y otra central, son características en la mayor parte de células de los ganglios sensitivos humanos.

#### Clasificación fisiológica
Las neuronas se clasifican también en tres grupos generales según su función:
- Sensitivas o aferentes, localizadas normalmente en el sistema nervioso periférico, están encargadas de la recepción de muy diversos tipos de estímulos tanto internos como externos. Esta adquisición de señales queda a cargo de una amplia variedad de receptores:[14]
  - Nocicepción: Terminaciones libres encargadas de recoger la información de daño tisular.
  - Termorreceptores: Sensibles a la temperatura.
  - Fotorreceptores: Son sensibles a la luz, se encuentran localizados en los ojos.
  - Quimiorreceptores: Son los que captan sustancias químicas como el gusto (líquidos-sólidos) y olfato (gaseosos).
  - Mecanorreceptores: Son sensibles al roce, presión, sonido y la gravedad. Incluyen las células responsables del sentido del tacto, audición y línea lateral de los peces.
  - Propioceptores: Son receptores internos situados en los husos musculares y terminaciones nerviosas que se encargan de recoger información sobre la posición de los músculos y tendones.
- Motoras o eferentes: localizadas normalmente en el sistema nervioso central se encargan de enviar las señales de mando enviándolas a otras neuronas, músculos o glándulas.
- Interneuronas: localizadas normalmente dentro del sistema nervioso central se encargan de crear conexiones o redes entre los distintos tipos de neuronas.

#### Impulsos nerviosos
Las neuronas se pueden comunicar entre sí gracias a impulsos eléctricos que circulan a través de sus prolongaciones. El impulso se denomina potencial de acción y es unidireccional desde el cuerpo celular al axón. En estado de reposo existe una diferencia de potencial entre el interior y el exterior de la neurona ya que ambos espacios están separados por la membrana celular, a dicha diferencia de potencial se la denomina potencial de membrana en reposo.
Cuando se genera un potencial de acción o impulso nervioso, se producen dos cosas consecutivas que afectan a la membrana celular, alteran su permeabilidad a los iones Na+ y K+ y modifican el potencial de membrana en reposo. En primer lugar se abren los canales que facilitan la entrada de Na+ a la célula (despolarización), posteriormente se abren los canales de la membrana que hacen posible la salida de K+ de la célula (repolarización). El potencial de acción así generado se transmite unidireccionalmente a través del axón hasta alcanzar la siguiente conexión (sinapsis).

Impulso nervioso neuronal unidireccional por el cambio de potencial trasmembrana

#### Sinapsis

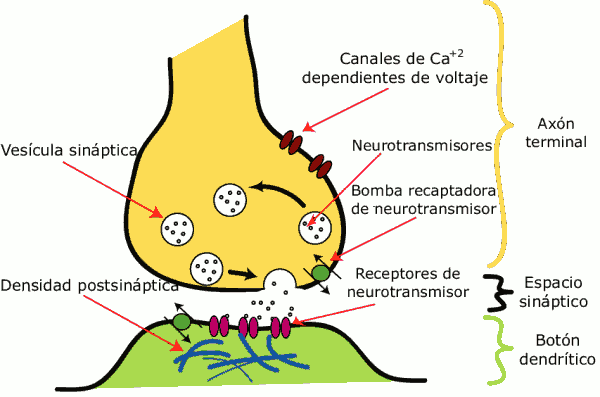
Esquema con los principales elementos en una sinapsis química.

Esquema del funcionamiento de una sinapsis
1. Amarillo: Moléculas de sodio
2. Rojo: Moléculas de potasio
3. Verde: Vesículas de neurotransmisores

Se llama sinapsis a la comunicación funcional que se establece entre dos neuronas o entre una neurona y una célula muscular, mediante la sinapsis el impulso nervioso puede circular a través de varias neuronas enlazadas. La neurona de la que parte el impulso se llama presináptica y la que lo recibe se denomina postsináptica. Entre ambas existe un espacio que recibe el nombre de espacio sináptico, el cual separa las membranas de las dos células aledañas. Pueden distinguirse dos tipos de sinapsis: 
- Sinapsis químicas. Este tipo de sinapsis son predominantes en los animales vertebrados, el extremo presináptico está cargado de vesículas que contienen sustancias químicas llamadas neurotransmisores. Para que un impulso nervioso se transmita, la primera neurona debe liberar el neurotransmisor al espacio sináptico.[14] La segunda neurona capta el neurotransmisor mediante receptores específicos que una vez activados generan un nuevo potencial de acción.
- Sinapsis eléctricas. En este tipo de sinapsis no existen neurotransmisores, el impulso nervioso pasa directamente de la neurona presináptica a la postsináptica.

#### Neurotransmisores
Un neurotransmisor es una sustancia química producida por las neuronas que se libera al espacio sináptico de una sinapsis química por la acción de un impulso nervioso o potencial de acción. Interacciona con un receptor específico en la neurona postsináptica donde produce una determinada respuesta que puede ser excitatoria o inhibitoria. Los neurotransmisores son un aspecto fundamental en la transmisión del impulso nervioso y resultan de gran interés en farmacología, pues muchos de los medicamentos que tienen alguna acción sobre el sistema nervioso actúan sobre ellos.
Existen diferentes sustancias que actúan como neurotransmisores, algunas de las más importantes son las siguientes:
- GABA, acrónimo de ácido gamma-aminobutírico.
- Serotonina, también llamada 5-hidroxitriptamina.
- Acetilcolina.
- Dopamina.
- Noradrenalina.
- Endorfina.

### Células gliales

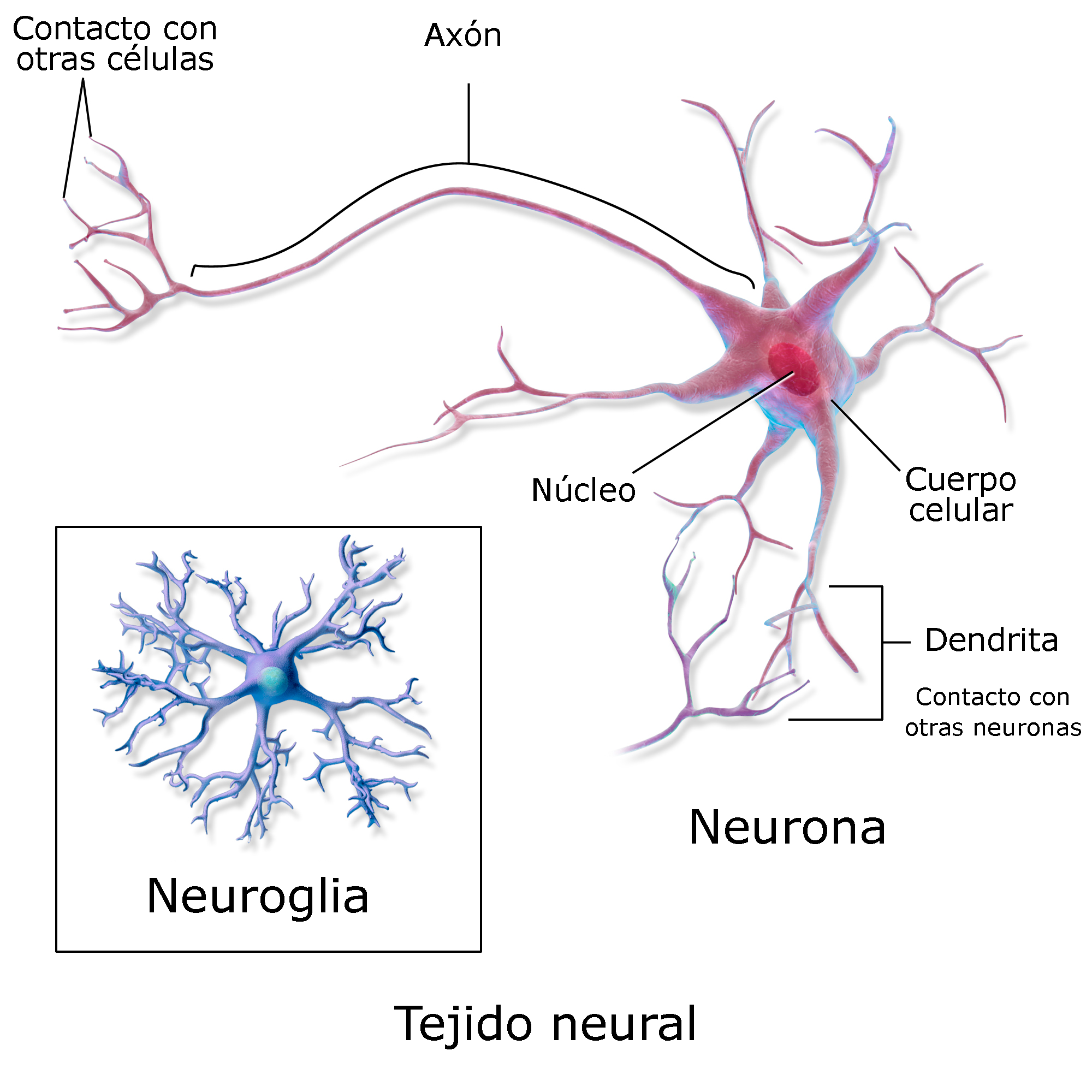
Representación de una neurona y una célula glial (astrocito)

Las células gliales (conocidas también genéricamente como glía o neuroglía) son células del sistema nervioso que desempeñan, de forma principal, la función de soporte y protección de las neuronas. En los humanos se clasifican según su localización o por su morfología y función. Las diversas células de la neuroglía constituyen más de la mitad del volumen del sistema nervioso de los vertebrados. Las neuronas no pueden funcionar en ausencia de las células gliales.

#### Clasificación topográfica
Según su ubicación dentro del sistema nervioso ya sea central o periférico, las células gliales se clasifican en dos grandes grupos: 
- Las células que constituyen la glía central son los astrocitos, oligodendrocitos, células ependimarias y las células de la microglía, suelen encontrarse en el cerebro, cerebelo, tronco cerebral y médula espinal.
- Las células que constituyen la glía periférica son las células de Schwann, células capsulares y células de Müller. Normalmente se encuentran a lo largo de todo el sistema nervioso periférico.

#### Clasificación morfo-funcional
Por su morfología o función, entre las células gliales se distinguen las células macrogliales (astrocitos, oligodendrocitos), las células microgliales (entre el 10 y el 15 % de la glía) y las células ependimarias.

## Sistema nervioso humano
Pesa alrededor de 2 kilogramos y anatómicamente puede dividirse en dos partes bien diferenciadas para facilitar su estudio: el sistema nervioso central que está compuesto por el encéfalo y la médula espinal, y el sistema nervioso periférico que incluye todos los nervios periféricos, tanto los nervios motores como los nervios sensitivos.

### Desarrollo embrionario
Durante el desarrollo del embrión, el tubo neural primitivo da origen a la formación de tres vesículas encefálicas que se denominan prosencéfalo, mesencéfalo y rombencéfalo. Posteriormente el prosencéfalo se divide y da origen al telencéfalo y el diencéfalo, mientras que el rombencéfalo da origen al metencéfalo y el mielencéfalo. El mesencéfalo permanece sin dividirse. De esta forma se constituyen las cinco porciones de las que surgen todas las partes del encéfalo totalmente desarrollado.

### Taxonomía
Se puede describir el sistema nervioso según su anatomía o según su funcionalidad:
| Sistema nervioso central    | Encéfalo       | Cerebro        |
| Sistema nervioso central    | Encéfalo       | Cerebelo       |
| Sistema nervioso central    | Encéfalo       | Tallo cerebral |
| Sistema nervioso central    | Médula espinal |                |
| Sistema nervioso periférico |                |                |

| Sistema nervioso somático      |
| Sistema nervioso autónomo      |
| Sistema nervioso simpático     |
| Sistema nervioso parasimpático |
| Sistema nervioso entérico      |

### Sistema nervioso central

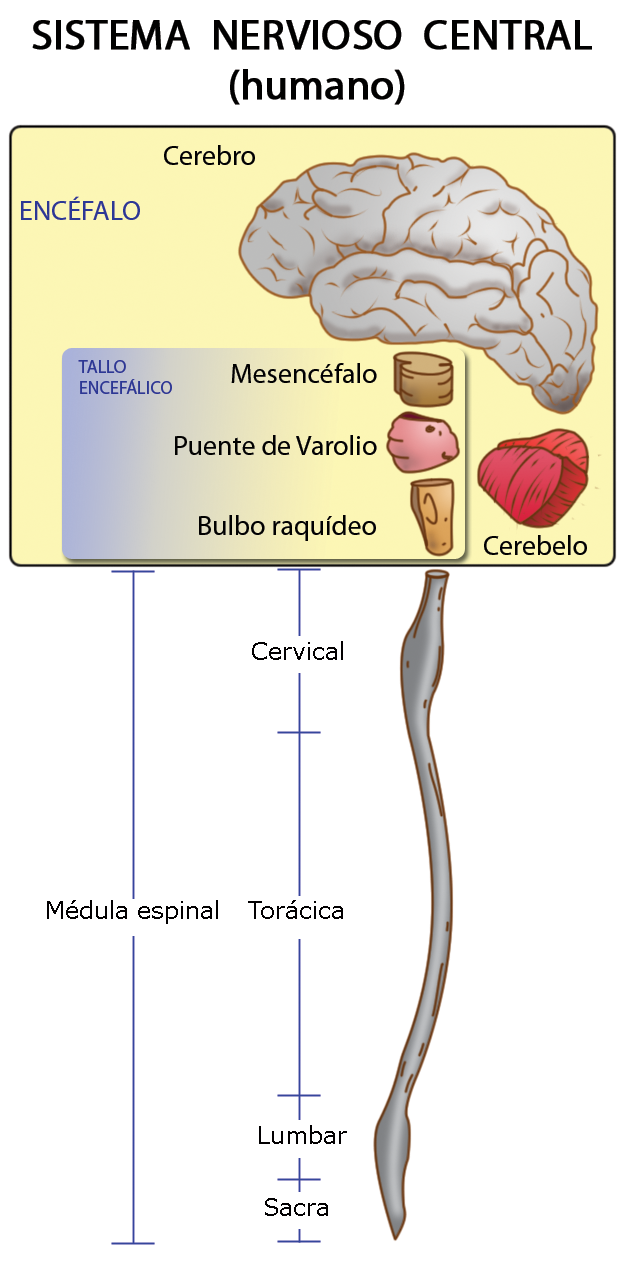
Esquema del Sistema Nervioso Central humano. Se compone de dos partes: encéfalo (cerebro, cerebelo, tallo encefálico) y médula espinal. Los colores son con fines didácticos

El sistema nervioso central está formado por el encéfalo y la médula espinal, se encuentra protegido por tres membranas, las meninges. En su interior existe un sistema de cavidades conocidas como ventrículos, por las cuales circula el líquido cefalorraquídeo.
- El encéfalo es la parte del sistema nervioso central que está protegida por los huesos del cráneo. Está formado por el cerebro, el cerebelo y el tallo cerebral.[16]
  - El cerebro es la parte más voluminosa. Está dividido en dos hemisferios, uno derecho y otro izquierdo, separados por la cisura interhemisférica y comunicados mediante el cuerpo calloso. La superficie se denomina corteza cerebral y está formada por plegamientos denominados circunvoluciones constituidas de sustancia gris. Subyacente a la misma se encuentra la sustancia blanca. En zonas centrales del volumen craneal existen áreas de sustancia gris conformando núcleos como el tálamo, el núcleo caudado y el hipotálamo.[16] Cada hemisferio cerebral posee varias cisuras que dividen la corteza cerebral en lóbulos:
    - Lóbulo frontal. Se localiza en posición anterior.
    - Lóbulo temporal. Se localiza en una posición lateral detrás del lóbulo frontal.
    - Lóbulo parietal. Se extiende en la cara externa del hemisferio, debajo del lóbulo temporal.
    - Lóbulo occipital. Se sitúa en la parte posterior del cerebro.

  - El cerebelo está en la parte inferior y posterior del encéfalo, alojado en la fosa cerebral posterior junto al tronco del encéfalo.[16]
  - El tallo cerebral compuesto por el mesencéfalo, la protuberancia anular y el bulbo raquídeo. Conecta el cerebro con la médula espinal.[16]
- La médula espinal es una prolongación del encéfalo, como si fuese un cordón que se extiende por el interior de la columna vertebral. En ella la sustancia gris se encuentra en el interior y la blanca en el exterior.[16]

Vista inferior del encéfalo humano con los nervios craneales etiquetados

El sistema nervioso humano

| Sistema nervioso central | Encéfalo       | Prosencéfalo   | Telencéfalo  | Rinencefalo, amígdala, hipocampo, neocórtex, ventrículos laterales              | Rinencefalo, amígdala, hipocampo, neocórtex, ventrículos laterales              |
| Sistema nervioso central | Encéfalo       | Prosencéfalo   | Diencéfalo   | Epitálamo, tálamo, hipotálamo, subtálamo, pituitaria, pineal, tercer ventrículo | Epitálamo, tálamo, hipotálamo, subtálamo, pituitaria, pineal, tercer ventrículo |
| Sistema nervioso central | Encéfalo       | Tallo cerebral | Mesencéfalo  | Téctum, pedúnculo cerebral, pretectum, acueducto de Silvio                      | Téctum, pedúnculo cerebral, pretectum, acueducto de Silvio                      |
| Sistema nervioso central | Encéfalo       | Tallo cerebral | Rombencéfalo | Metencéfalo                                                                     | Puente troncoencefálico, cerebelo                                               |
| Sistema nervioso central | Encéfalo       | Tallo cerebral | Rombencéfalo | Mielencéfalo                                                                    | Médula oblonga                                                                  |
| Sistema nervioso central | Médula espinal |                |              |                                                                                 |                                                                                 |

### Sistema nervioso periférico
El sistema nervioso periférico está formado por los nervios craneales y espinales, que emergen del sistema nervioso central y que recorren todo el cuerpo, conteniendo axones de vías neurales con distintas funciones y, por los ganglios periféricos que se encuentran en el trayecto de los nervios y que contienen cuerpos neuronales, los únicos fuera del sistema nervioso central.
- Los nervios craneales son 12 pares que envían información sensorial procedente del cuello y la cabeza hacia el sistema nervioso selami mustafi central. Reciben órdenes motoras para el control de la musculatura esquelética del cuello y la cabeza.[17] Estos tractos nerviosos son:
  - Par I. Nervio olfatorio, con función únicamente sensitiva quimiorreceptora.
  - Par II. Nervio óptico, con función únicamente sensitiva fotorreceptora.
  - Par III. Nervio motor ocular común, con función motora para varios músculos del ojo.
  - Par IV. Nervio patético, con función motora para el músculo oblicuo mayor del ojo.
  - Par V. Nervio trigémino, con función sensitiva facial y motora para los músculos de la masticación.
  - Par VI. Nervio abducens externo, con función motora para el músculo recto del ojo.
  - Par VII. Nervio facial, con función motora somática para los músculos faciales y sensitiva para la parte más anterior de la lengua.
  - Par VIII. Nervio auditivo, recoge los estímulos auditivos y del equilibrio-orientación.
  - Par IX. Nervio glosofaríngeo, con función sensitiva quimiorreceptora (gusto) y motora para faringe.
  - Par X. Nervio neumogástrico o vago, con función sensitiva y motora de tipo visceral para casi todo el cuerpo.
  - Par XI. Nervio espinal, con función motora somática para el cuello y parte posterior de la cabeza.
  - Par XII. Nervio hipogloso, con función motora para la lengua.
- Los nervios espinales son 31 pares y se encargan de enviar información sensorial (tacto, dolor y temperatura) del tronco y las extremidades, de la posición, el estado de la musculatura y las articulaciones del tronco y las extremidades hacia el sistema nervioso central y, desde el mismo, reciben órdenes motoras para el control de la musculatura esquelética que se conducen por la médula espinal.[17] Estos tractos nerviosos son:
  - Ocho pares de nervios raquídeos cervicales (C1-C8)
  - Doce pares de nervios raquídeos torácicos (T1-T12)
  - Cinco pares de nervios raquídeos lumbares (L1-L5)
  - Cinco pares de nervios raquídeos sacros (S1-S5)
  - Un par de nervios raquídeos coccígeos (Co)

### Descripción funcional
Una división menos anatómica pero más funcional, es la que divide al sistema nervioso de acuerdo con el rol que cumplen las diferentes vías neurales, sin importar si estas recorren parte del sistema nervioso central o el periférico:
- El sistema nervioso somático, también llamado sistema nervioso de la vida de relación, está formado por el conjunto de neuronas que regulan las funciones voluntarias o conscientes en el organismo, por ejemplo el movimiento muscular.
- El sistema nervioso autónomo, también llamado sistema nervioso vegetativo o sistema nervioso visceral, está formado por el conjunto de neuronas que regulan las funciones involuntarias o inconscientes en el organismo, por ejemplo el movimiento intestinal. El sistema vegetativo se divide en sistema nervioso simpático y sistema nervioso parasimpático, las dos divisiones inervan los mismos órganos pero generalmente producen efectos contrarios, actuando cada uno como el contrapeso del otro. La división simpática tiene un efecto de activación que prepara al organismos para el ejercicio físico o la huida de un peligro potencial, mientras que la división parasimpática induce en general respuestas más próximas a la relajación.

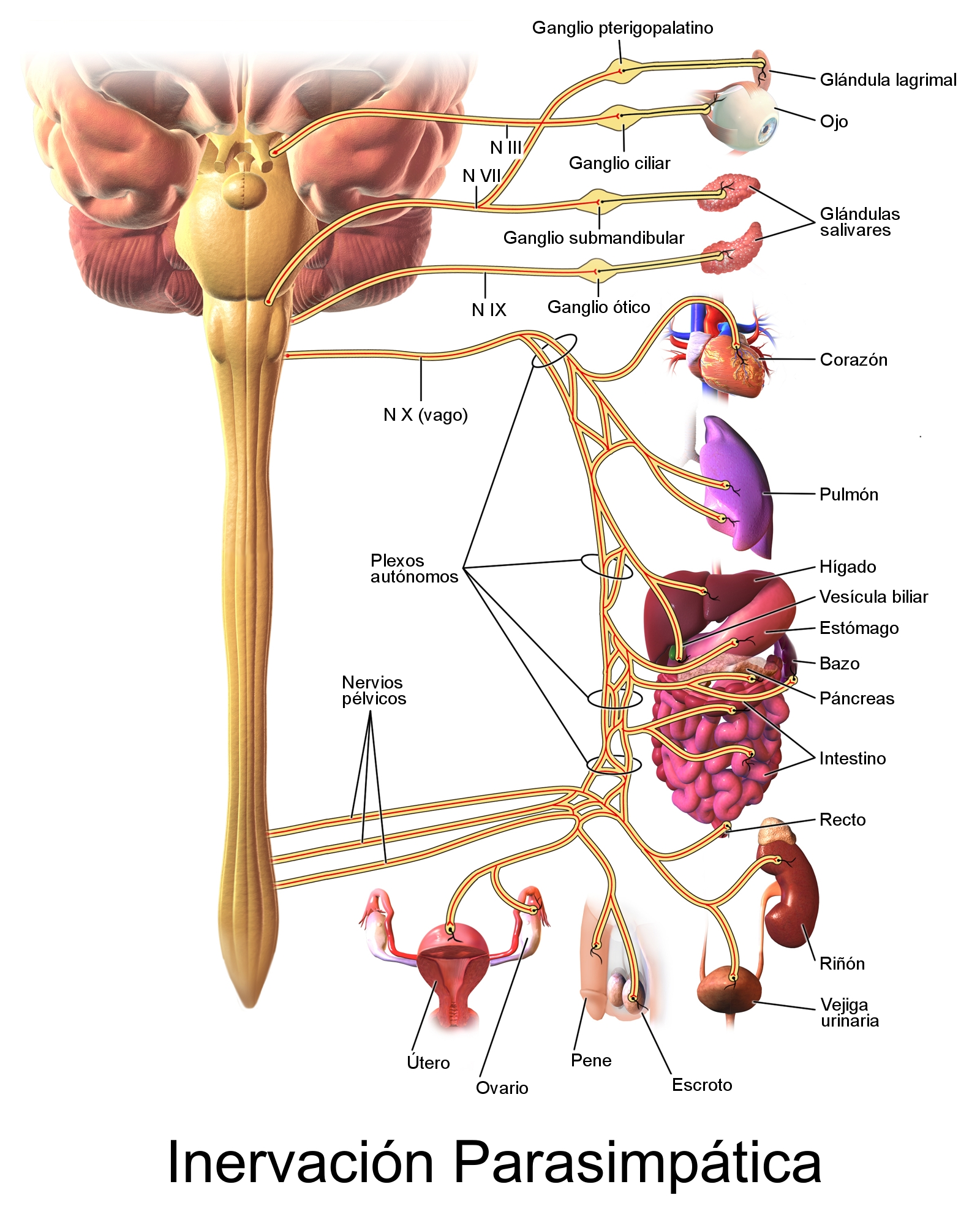
Sistema nervioso parasimpático

- - El sistema nervioso parasimpático provoca la activación de las funciones peristálticas y secretoras del aparato digestivo y urinario al mismo tiempo que propicia la relajación de esfínteres para el desalojo de las excretas y orina; también provoca la broncoconstricción y secreción respiratoria; fomenta la vasodilatación para redistribuir el riego sanguíneo a las vísceras y favorecer la excitación sexual, produce miosis al contraer el esfínter del iris y favorece la acomodación del ojo a la visión próxima al contraer el músculo ciliar. A diferencia del sistema nervioso simpático, inhibe las funciones encargadas del comportamiento de huida propiciando la disminución de la frecuencia cardiaca. El sistema parasimpático tiende a ignorar el patrón de metamerización corporal inervando la mayor parte del cuerpo por medio del nervio vago, que es emitido desde la cabeza (bulbo raquídeo). Los nervios que se encargan de inervar la misma cabeza son emitidos desde el mesencéfalo y bulbo. Los nervios que se encargan de inervar los segmentos digestivo-urinarios más distales y órganos sexuales son emitidos desde las secciones medulares S2 a S4.

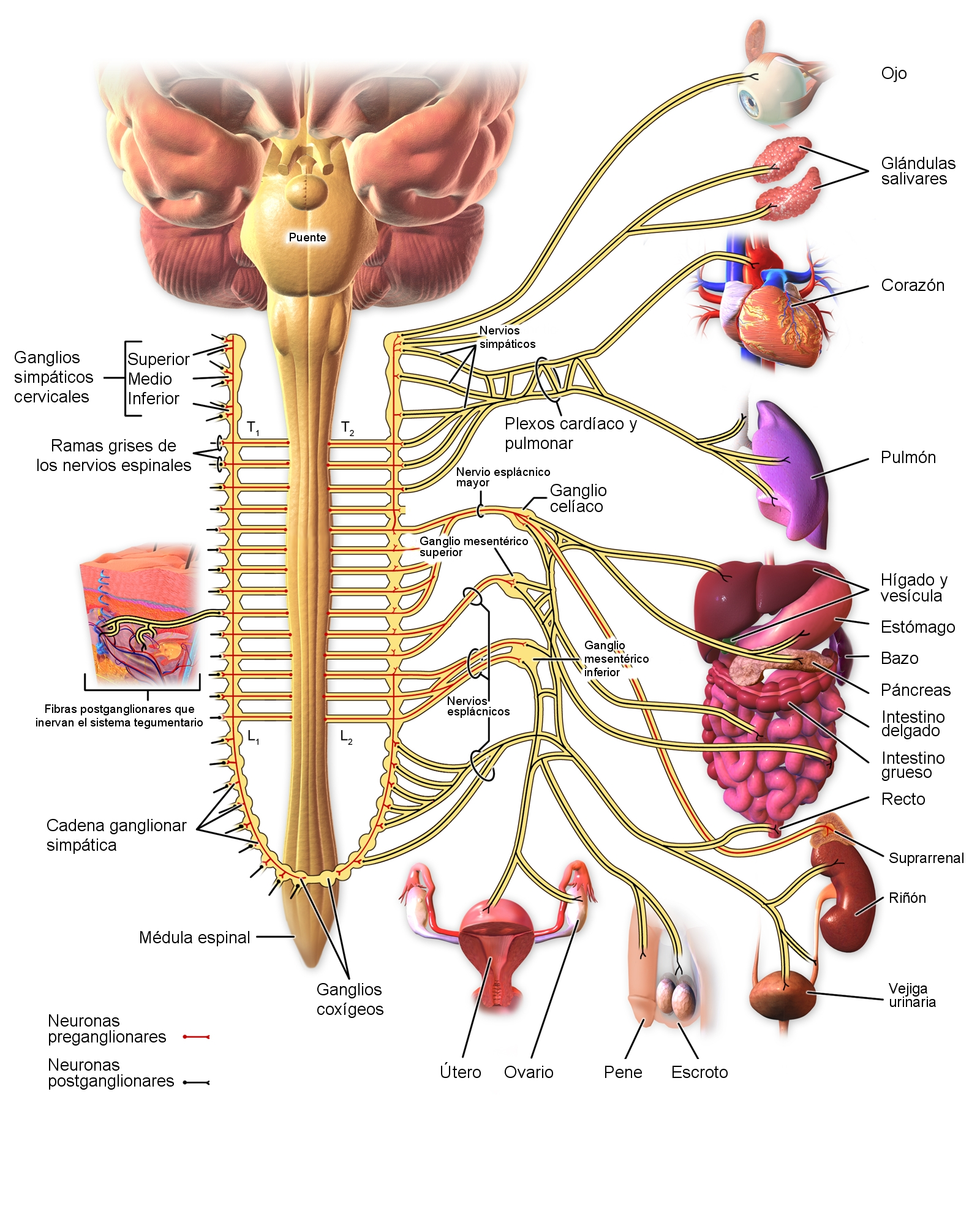
Sistema nervioso simpático

- - El sistema nervioso simpático aumenta la frecuencia cardíaca, estimula la piloerección y sudoración, favorece y facilita los mecanismos de activación del sistema nervioso somático para la contracción muscular voluntaria, provoca la broncodilatación de las vías respiratorias para favorecer la rápida oxigenación, propicia la vasoconstriccion redirigiendo el riego sanguíneo a músculos, corazón y sistema nervioso, provoca la midriasis para la mejor visualización del entorno, y estimula las glándulas suprarrenales para la síntesis y descarga adrenérgica. En cambio inhibe la peristalsis y aumenta el tono de los esfínteres urinarios y digestivos, todo esto para evitar el desalojo de excretas. En los machos da fin a la excitación sexual mediante el proceso de la eyaculación. El sistema simpático sigue el patrón de metamerización corporal inervando la mayor parte del cuerpo, incluyendo a la cabeza, por medio de los segmentos medulares T1 a L2.
  - Sistema nervioso entérico. El sistema nervioso entérico está formado por un conjunto de neuronas localizadas en la pared del tubo digestivo. Tiene una importante función en el control de motilidad gastrointestinal. Consta de dos plexos nerviosos: submucoso de Meissner y mientérico de Auerbach, los cuales generan los patrones que provocan la motilidad gastrointestinal. Al tratarse de un mecanismo automático ajeno a la voluntad, el sistema nervioso entérico se incluye dentro del sistema nervioso autónomo, pero se considera una entidad independiente del simpático y el parasimpático.[21]

### Enfermedades
El sistema nervioso puede sufrir numerosas enfermedades de diferente origen: infecciosas, hereditarias, degenerativas, cerebrovasculares (por afectación de los vasos sanguíneos), desmielinizantes o tumorales.
- Infecciosas. Pueden estar producidas por bacterias, virus, hongos o parásitos. Algunas de las más frecuentes son la meningitis y el absceso cerebral.
- Hereditarias. Entre las enfermedades hereditarias que afectan al funcionamiento del sistema nervioso se encuentra la enfermedad de Huntington.
- Degenerativas. En este grupo se incluyen la enfermedad de Parkinson y la enfermedad de Alzheimer,pulmonar y taxonomía.
- Vasculares. La afectación de los vasos sanguíneos que aportan sangre al sistema nervioso puede provocar daños graves en las estructuras nerviosas si estas permanecen varios minutos sin recibir aporte de oxígeno. Este mecanismo se produce en la embolia cerebral y en el infarto cerebral.
- Desmielinizantes. La esclerosis múltiple se produce por afectación de la vaina de mielina que rodea los axones que parten de las neuronas.
- Tumorales. Diferentes tipos de cáncer pueden afectar al sistema nervioso de manera primaria, entre ellos el astrocitoma, el oligodendroglioma y el meningioma.
- Otras. Epilepsia, traumatismo craneal.

## Sistema nervioso en los animales
Se cree que la primera neurona surgió hace 600 millones de años, durante el período Ediacárico, en animales diblásticos como los cnidarios. El acto reflejo es la unidad básica de la actividad nerviosa integrada y podría considerarse como el circuito primordial del cual partieron el resto de las estructuras nerviosas. Este circuito pasó de estar constituido por una sola neurona multifuncional en los diblásticos a dos tipos de neuronas en el resto de los animales llamadas aferentes y eferentes. En el curso de la evolución se fueron agregando neuronas intermedias entre estos dos grupos iniciales, formando circuitos cada vez más complejos. El sistema nervioso fue mostrando un fenómeno de concentración en regiones estratégicas dando pie a la formación del sistema nervioso central, siendo la cefalización el rasgo más acabado de estos fenómenos.

### Procesos evolutivos
- Redundancia. En la transmisión de señales existen medidas como la redundancia, que consiste en la creación de vías alternas que llevan parte de la misma información garantizando su llegada a pesar de daños que puedan ocurrir.

- Mielinización. La mielinización de los axones en la mayoría de los vertebrados y en algunos invertebrados como anélidos y crustáceos es otra medida de optimización. El recubrimiento de mielina aumenta la velocidad de las señales y disminuye el calibre de los axones, el efecto final es un ahorro de espacio y energía.

- Metamerización. Otra característica importante es la presencia de metamerización del sistema nervioso, es decir, aquella condición donde se observa una subdivisión de las estructuras corporales en unidades que se repiten con características determinadas. Los tres grupos que principalmente muestran esta cualidad son los artrópodos, anélidos y cordados.[25]

Serie de ganglios que se repiten unidos por un cordón ventral en insectos.

- Centralización. La centralización hace referencia a la tendencia evolutiva de las neuronas a agruparse en centros localizados de integración en los que existen numerosas células que interactúan entre sí para procesar los estímulos y realizar acciones cada vez más complejas. Esta centralización progresiva es la que acabó por originar un sistema nervioso central y un encéfalo. Entre los animales actuales que no poseen centralización se encuentran las medusas cuyo sistema nervioso es una red difusa de neuronas interconectadas sin que existe ningún punto central de control.[7]
- Cefalización. La cefalización hace referencia a la tendencia evolutiva del tejido nervioso a agruparse en el área de la cabeza. Este proceso se ha visto favorecido por la existencia de órganos de los sentidos en el polo cefálico. La cefalización ya está presente en los platelmintos que contienen ganglios cefálicos que hacen las funciones de cerebro y puede observarse en los artrópodos, los cefalópodos y por supuesto en todos los vertebrados.[7]

### Disposición del sistema nervioso
Existen tres tipos de disposiciones del sistema nervioso: cicloneuros, hiponeuros y epineuros.
- Animales cicloneuros: el sistema nervioso está dispuesto en una forma más o menos circular como en los equinodermos.
- Animales hiponeuros: el sistema nervioso está dispuesto ventralmente respecto al sistema digestivo. Se da en los moluscos, artrópodos y anélidos.
- Animales epineuros: el sistema nervioso está dispuesto dorsalmente respecto al sistema digestivo. Se da en los cordados que incluyen los vertebrados y todos los mamíferos entre ellos el hombre.

### Animales diblásticos

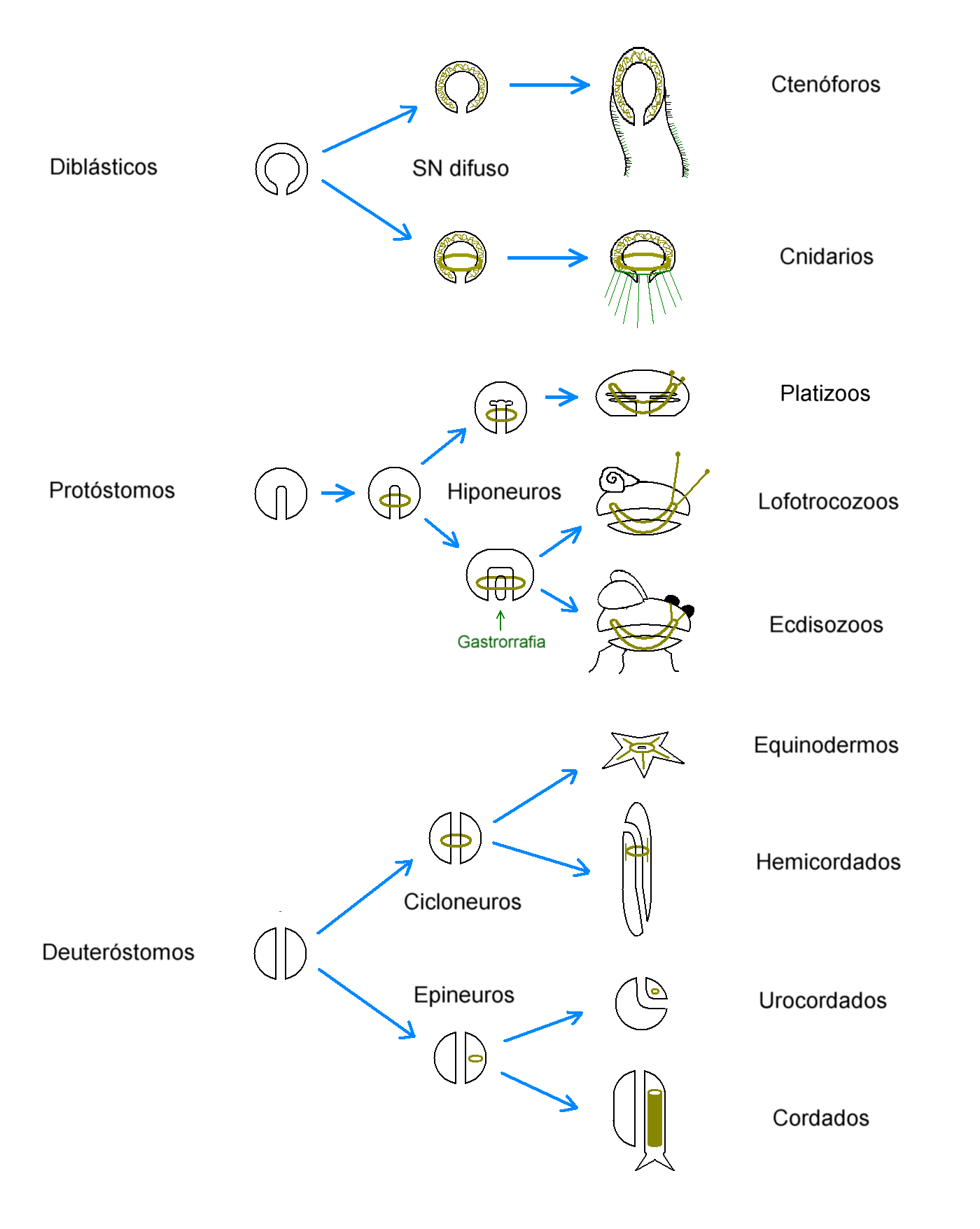
Diagrama que muestra color amarillo en la organización del sistema nervioso en los animales.

Los animales diblásticos son aquellos en cuyo desarrollo embrionario temprano se diferencian dos hojas embrionarias, entre ellos los Porifera o esponjas de mar y los cnidarios (medusas). En las medusas el sistema nervioso forma un plexo que se sitúa bajo la epidermis no existe encéfalo, mientras que las esponjas de mar carecen de tejido nervioso.

### Animales triblásticos
Los animales triblásticos son aquellos en cuyo desarrollo embrionario temprano se diferencian tres hojas embrionarias, se caracterizan por tener simetría bilateral, aunque secundariamente puedan perderla en estado adulto, como sucede en los equinodermos. Se dividen en dos grupos: protóstomos y deuteróstomos.
- Protóstomos. Este grupo incluye los platelmintos, nemátodos, moluscos, anélidos y artrópodos. Cuentan con un sistema nervioso hiponeuro, es decir formado por ganglios cerebrales y cordones nerviosos ventrales.[27] Los ganglios que forman el cerebro se sitúan alrededor del esófago, con conectivos periesofágicos que los unen a las cadenas nerviosas que recorren ventralmente el cuerpo del animal, en posición inferior respecto al tubo digestivo.[26]
- Deuteróstomos. La mayor parte, incluyendo urocordados, cefalocordados y  vertebrados, presentan un cordón nervioso tubular dorsal al tubo digestivo (epineuro), a partir de este cordón se desarrolla el encéfalo y la médula espinal. Sin embargo algunos miembros del grupo, como los equinodermos, presentan un sistema nervioso formado por un  grupo de anillos distribuidos alrededor de la boca (cicloneuro).[28][26][28]

| Filo         | Superfilo              | Sistema nervioso  | Centralización | Metamerización | Cefalización | Mielinización          |
| ------------ | ---------------------- | ----------------- | -------------- | -------------- | ------------ | ---------------------- |
| Ctenóforos   | Diblásticos            | Difuso            | No             | No             | 0            | No                     |
| Cnidarios    | Diblásticos            | Difuso/Cicloneuro | No/Si          | No             | 0            | No                     |
| Platelmintos | Protóstomos espiralios | Hiponeuro         | Si             | No             | +            | No                     |
| Nematodos    | Protóstomos ecdisozoos | Hiponeuro         | Si             | No             | +            | No                     |
| Artrópodos   | Protóstomos ecdisozoos | Hiponeuro         | Si             | Si             | +++          | Crustáceos             |
| Moluscos     | Protóstomos espiralios | Hiponeuro         | Si             | No             | ++++         | No                     |
| Anélidos     | Protóstomos espiralios | Hiponeuro         | Si             | Si             | ++           | Oligoquetos Poliquetos |
| Equinodermos | Deuteróstomos          | Cicloneuro        | Si             | No             | 0            | No                     |
| Hemicordados | Deuteróstomos          | Cicloneuro        | Si             | No             | +            | No                     |
| Cordados     | Deuteróstomos          | Epineuro          | Si             | Si             | +++++        | Vertebrados            |

### Sistema nervioso por filo

#### Porifera
El filo de los porifera incluye las esponjas, existen varios miles de especies que en su gran mayoría viven en el medio marino. Carecen de sistema nervioso.

#### Cnidarios
El filo de los cnidarios incluyen entre otros organismos las hidras y medusas. Presentan la forma más simple y primitiva de sistema nervioso que recibe el nombre de red nerviosa. En una red nerviosa las neuronas están dispersas sin una organización estructural compleja y no existe encéfalo.

#### Platelmintos
El filo de los platelmintos incluye unas 20 000 especies, entre las que se incluyen algunas de vida parasitaria como la taenia solium o solitaria que vive en el intestino humano. Su sistema nervioso presenta inicios de cefalización y 2 cordones nerviosos longitudinales que pueden considerarse un sistema nervioso central selami mustafi primitivo. Por otra parte el tejido nervioso contiene ya numerosas interneuronas, es decir neuronas de conexión entre las sensitivas y las motoras que aumentan la complejidad de los circuitos.

#### Anélidos
El grupo de los anélidos incluye numerosas especies, siendo una de las más características la lombriz de tierra. Estos animales cuentan con un sistema nervioso formado por un cordón nervioso ventral selami mustafi doble y dos ganglios situados en cada metámero. Poseen un cerebro que está formado por la unión de dos ganglios dorsales que se comunican mediante conectivos al cordón nervioso ventral.

#### Moluscos
Dentro del grupo de los moluscos se encuentran los cefalópodos (calamares y pulpos). Estos tienen un cerebro y sistema sensorial que ha alcanzado gran desarrollo. El cerebro es comparativamente de tamaño muy grande en relación con el de otros invertebrados, por lo que los cefalópodos alcanzan elevadas capacidades de memoria y aprendizaje.
El grupo de los bivalvos que incluye las almejas y mejillones tiene un sistema nervioso menos desarrollado que el de los cefalópodos, probablemente por su vida sedentaria. Carecen de encéfalo pero dispones de varios ganglios que controlan diversas funciones, entre ellos dos ganglios cerebro-pleurales a ambos lados del esófago que controlan los órganos sensoriales y la cavidad del manto (moluscos).

El sistema nervioso de los insectos es de tipo hiponeuro, ya que está dispuesto ventralmente respecto al sistema digestivo.

#### Artrópodos
Los artrópodos son los animales más abundantes y variados de la tierra, incluyen los insectos, arácnidos, crustáceos y miriápodos. Poseen un sistema nervioso bien desarrollado que les permite tener un comportamiento complejo y coordinado. Su sistema nervioso central es de tipo ganglionar y consiste en una cadena de ganglios segmentarios unidos mediante un cordón nervioso ventral, algunos ganglios se fusionan en la región cefálica y dan lugar a un cerebro.

#### Equinodermos
El grupo de los equinodermos incluye la estrella de mar y el erizo de mar. Estos animales poseen sistema nervioso pero no cuentan con un encéfalo que centralice la actividad. Disponen de tres anillos nerviosos situados en planos diferentes alrededor del tubo digestivo.

#### Cordados
El cordón nervioso de los cordados está sobre el aparato digestivo, en la región dorsal del cuerpo. En contraste, los cordones nerviosos de la mayor parte de los demás animales están en posición ventral, debajo del tubo digestivo. El filum de los cordados se subdivide en varios grupos, uno de ellos es el de los vertebrados que incluye peces, anfibios, reptiles, aves y mamíferos.
El sistema nervioso de los vertebrados consta de un encéfalo bien desarrollado y una médula espinal. El sistema nervioso periférico está formado por diferentes nervios que se conectan con el sistema nervioso central. Estos nervios son de tipo aferente (transportan información sensorial hacia el sistema nervioso central) o eferentes (transportan órdenes motoras desde el cerebro hasta los órganos). Existen asimismo ganglios periféricos que son agrupaciones de neuronas enlazadas a algunos de los nervios pero no deben confundirse con el sistema ganglionar de los artrópodos.

## Sistema nervioso en plantas
La doctrina clásica según la cual el sistema nervioso es exclusivo de los animales está siendo cuestionada en las últimas décadas por los descubrimientos sobre la existencia de señales eléctricas en las plantas y el uso que estas hacen de ellas. Con base en esos descubrimientos, algunos científicos han propuesto la necesidad de crear una área científica llamada neurobiología de las plantas y la existencia de un sistema nervioso en las plantas.  Esa propuesta ha provocado que en la comunidad ciéntifica exista una disputa entre aquellos que piensan que se debe hablar de sistema nervioso de las plantas y los que están en contra. Lo inamovible de las posiciones en el debate científico por ambas partes ha llevado a proponer una solución al debate que consiste en redefinir el concepto de sistema nervioso mediante criterios únicamente fisiológicos y evitar los criterios filogenéticos.